# افیله
افیله (به ایتالیایی: Affile) یک کومونه در ایتالیا است که در استان رم واقع شده‌است.

## خصوصیات
افیله ۱۵٫۰ کیلومترمربع مساحت و ۱٬۵۹۵ نفر جمعیت دارد و ۶۸۴ متر بالاتر از سطح دریا واقع شده‌است.